# Ritratto di Gertrude Stein

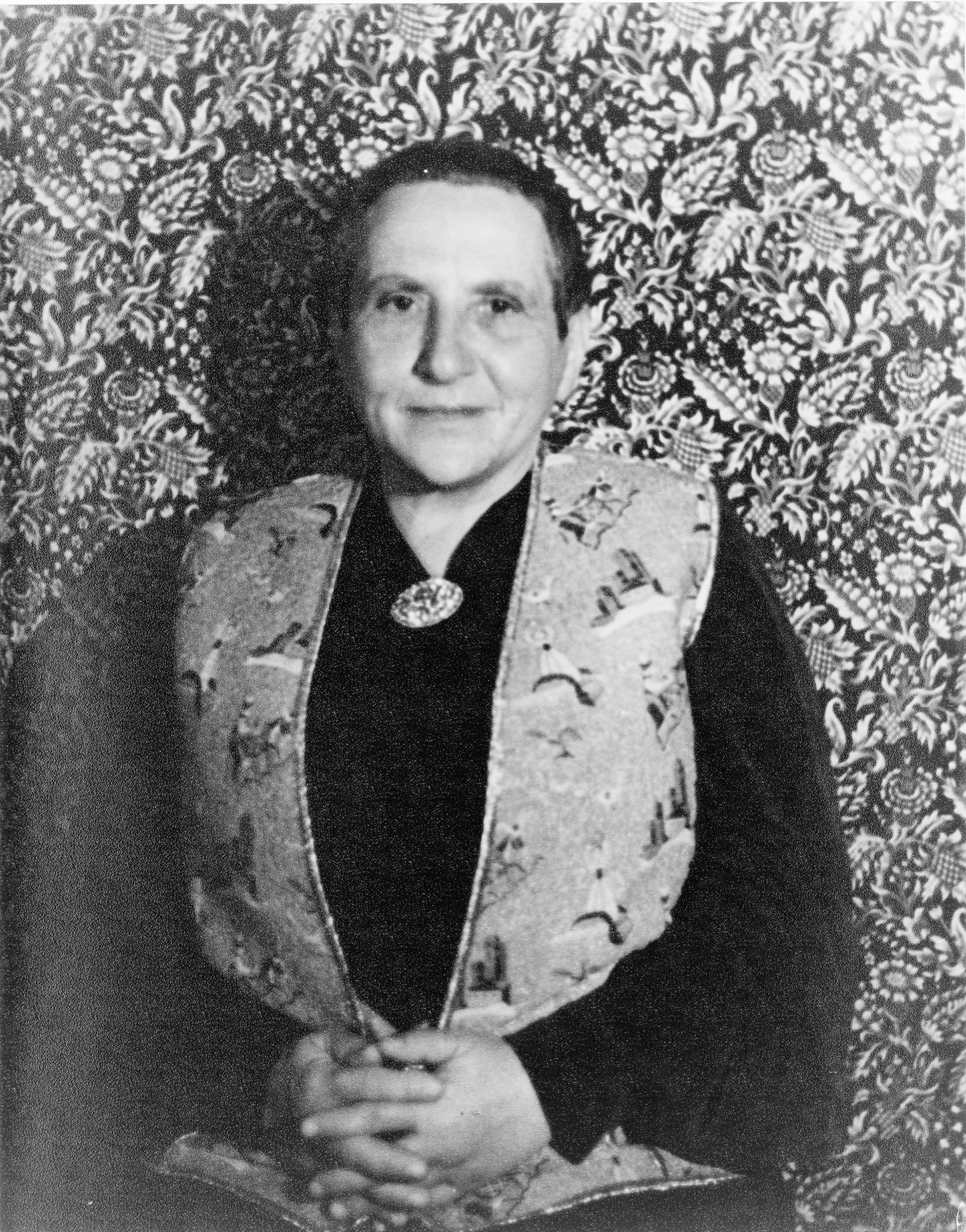
Gertrude Stein

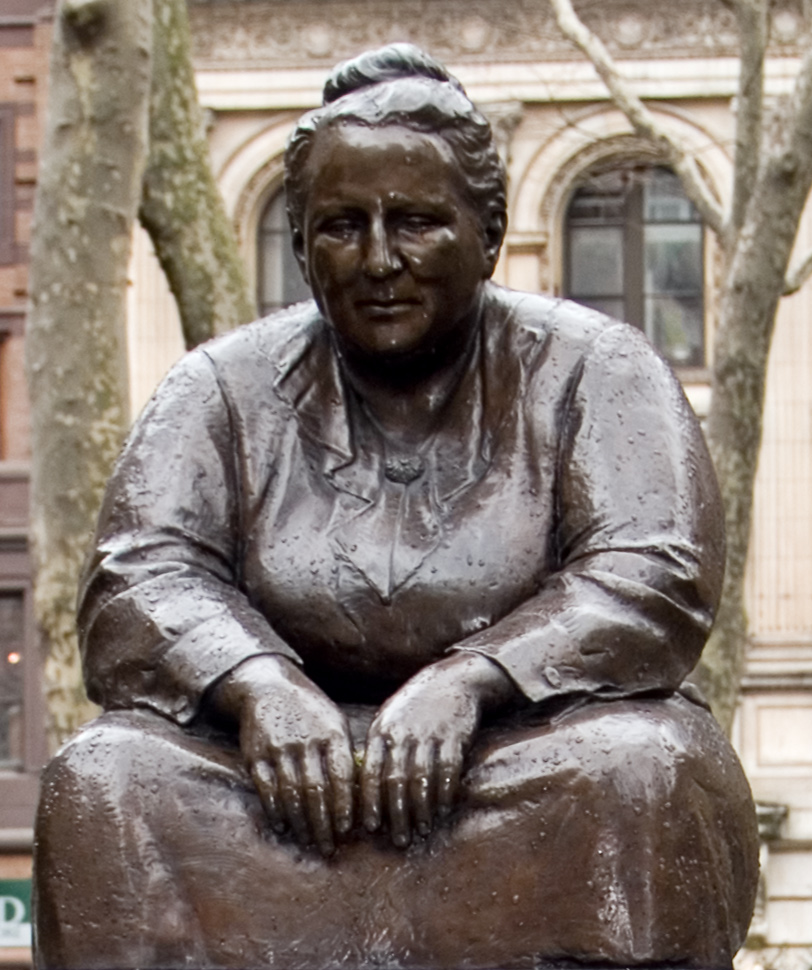
Statua di Gertrude Stein

Ritratto di Gertrude Stein è un dipinto a olio su tela (99,6x81,3 cm) realizzato nel 1905-1906 dal pittore spagnolo Pablo Picasso.
Conservato nel Metropolitan Museum of Art di New York, il quadro è considerato dai critici come l'opera che precorse il Cubismo. 
Il soggetto, la scrittrice statunitense Gertrude Stein, fu una cara amica di Picasso nonché collezionista di quadri cubisti e prima vera mecenate e sostenitrice delle opere del pittore spagnolo. 
La forte personalità della Stein, che rimase poi proprietaria della tela fino alla morte, fu rappresentata da Picasso grazie all'evidenziamento dei suoi profondi occhi neri.
Pare che nel realizzare questo dipinto Picasso abbia esitato a lungo prima di realizzare il volto che come si può notare è molto diverso dal resto del dipinto, soprattutto dalle mani. Dall'analisi della pittura infatti, e alcune testimonianze dell'epoca lo confermerebbero, emerge che la testa sia addirittura stata cancellata e ridipinta. 
In effetti si ritrovano nei tratti duri e irrealisti le influenze dell'arte africana (l'interesse per la quale fioriva in quegli anni) ed il germe del cubismo. 
Lo sviluppo di questa tendenza nell'arte di Picasso si avrà l'anno successivo con Les demoiselles d'Avignon. 
Questo ritratto risulta essere quindi una delle più alte testimonianze dell'interesse coltivato in quegli anni per la scultura iberica arcaica. 
Picasso riesce a trasfigurare una posa modellata secondo canoni tradizionali relativi ai ritratti - visibile ad esempio nelle opere di Ingres - in una figura ieratica e già orientata verso la brutalità e semplificazione de Les Demoiselles d'Avignon.
Quando venne presentato in pubblico, in molti criticarono il ritratto, sostenendo che non assomigliasse per niente alla Stein. Picasso replicò che, col tempo, la somiglianza sarebbe stata ottima. Del resto la scrittrice vi si riconobbe immediatamente, tanto da tenerlo presso di sé per il resto della sua vita; e a tal proposito, dichiarò: "Fui, e sono tuttora, soddisfattissima di questo ritratto. Per me, sono io: ed è la sola immagine di me che sia me".
Dopo la morte della Stein, l'opera passò in dono al Metropolitan Museum.